# Letten (Rümlang)
Letten bei Rümlang im Kanton Zürich ist ein Weiler an der im Mittelalter bedeutenden Strasse von Zürich zum Rheinübergang in Kaiserstuhl. Er liegt am höchsten Punkt des Abschnitts von Zürich Seebach nach Rümlang auf einer Höhe von 458 m ü. M.
Heute stehen in Letten vor allem Gewerbebauten. Auf dem Areal des Werkhofs eines Gartenbaubetriebs wird eine Parkeisenbahn mit Feldbahnmaterial in 60 cm-Spurweite betrieben. Der Weiler ist mit der Buslinie 742 Zürich Seebach–Bahnhof Rümlang an den öffentlichen Verkehr angeschlossen, die durch die Verkehrsbetriebe Glattal betrieben wird.

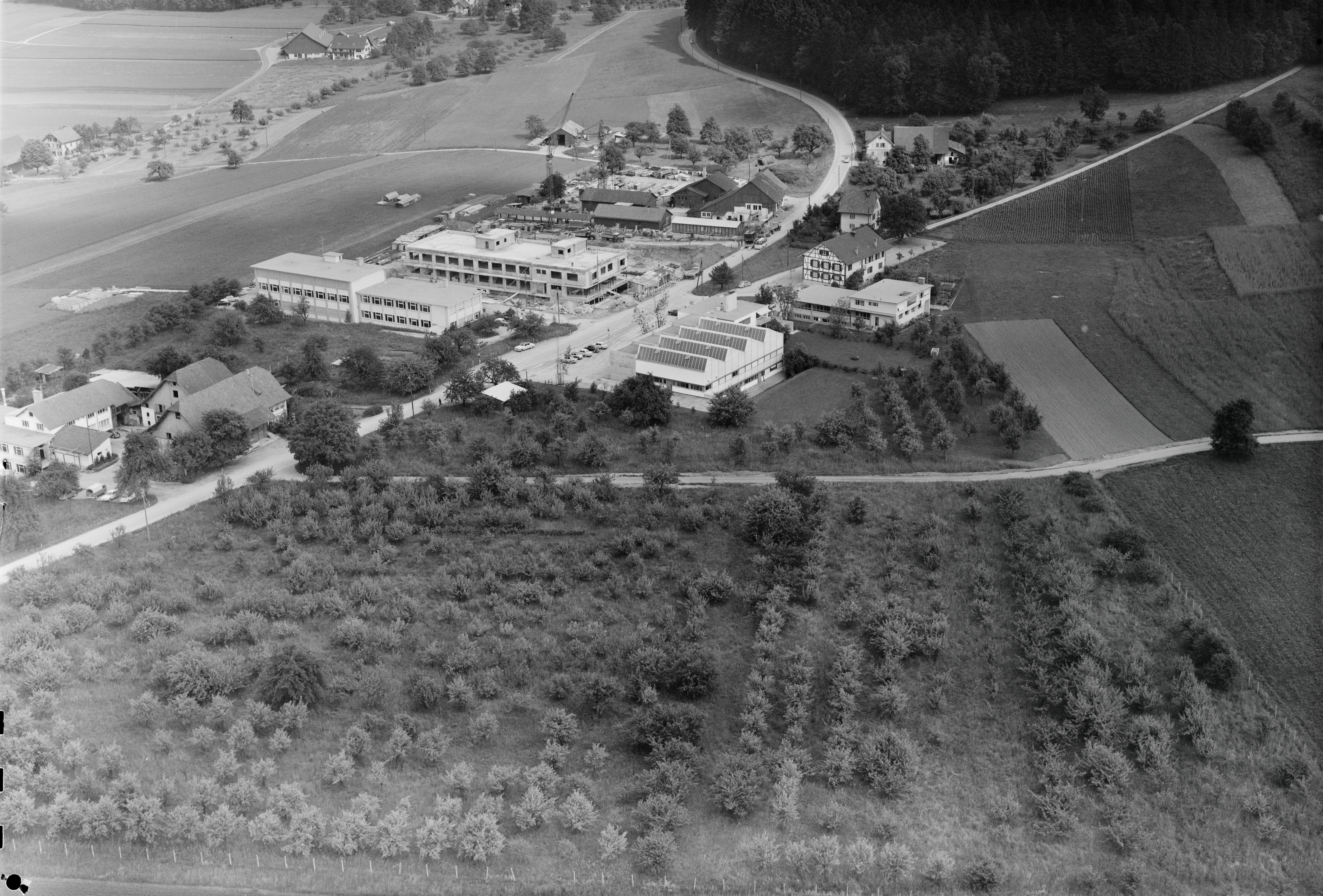
Das Gebiet Letten im Jahr 1963, noch ohne Gartenbaubetrieb